# Roland Giraud
Pour les articles homonymes, voir Giraud.
Roland Giraud, né le 14 février 1942 à Rabat (Maroc) est un acteur français.

## Biographie

### Famille et jeunesse
Roland Giraud est issu d'un milieu modeste. Son père est responsable aux PTT au Maroc puis à Montauban (Tarn-et-Garonne).

### Carrière
Roland Giraud se rêve d'abord chanteur, puis envisage la carrière d'acteur lorsqu'il arrive à Paris. Il suit des cours de théâtre dans les années 1960.
Il fait ses débuts sur scène et au cinéma en 1966 puis entre en 1971 dans la troupe de Coluche au Café de la Gare. Il s'y lie avec la troupe du Splendid et celle de La Veuve Pichard, composée de Martin Lamotte, Philippe Bruneau et Gérard Lanvin. Il joue plusieurs spectacles avec cette troupe.
Il obtient son premier vrai rôle au cinéma en 1974, grâce à Michel Audiard dans Bons baisers... à lundi. Coluche lui offre un premier rôle important dans son film Vous n'aurez pas l'Alsace et la Lorraine en 1977. Pour ses amis du Splendid, il fait une apparition dans Les Bronzés font du ski, puis a un rôle plus important dans Papy fait de la résistance.
Après divers seconds rôles (dont Le Maître d'école avec Coluche), il acquiert une grande popularité avec le succès de Trois Hommes et un couffin de Coline Serreau en 1985. Il connaît alors une décennie de succès, où il s'illustre dans des comédies populaires telles que La Vie dissolue de Gérard Floque, Le Complexe du kangourou ou Le Provincial.
En 1988, il remonte sur scène sous la direction de Pierre Mondy dans La Présidente. Une nouvelle collaboration couronnée de succès, poursuivie avec Sans rancune en 1992 puis Oscar en 1996.
Durant les années 2000, il se fait plus rare au cinéma, sans jamais quitter l'affiche. Il enchaîne les pièces : Impair et Père de Ray Cooney, Le Technicien d'Éric Assous ou Joyeuses Pâques de Jean Poiret, pièces mises en scène par Jean-Luc Moreau.

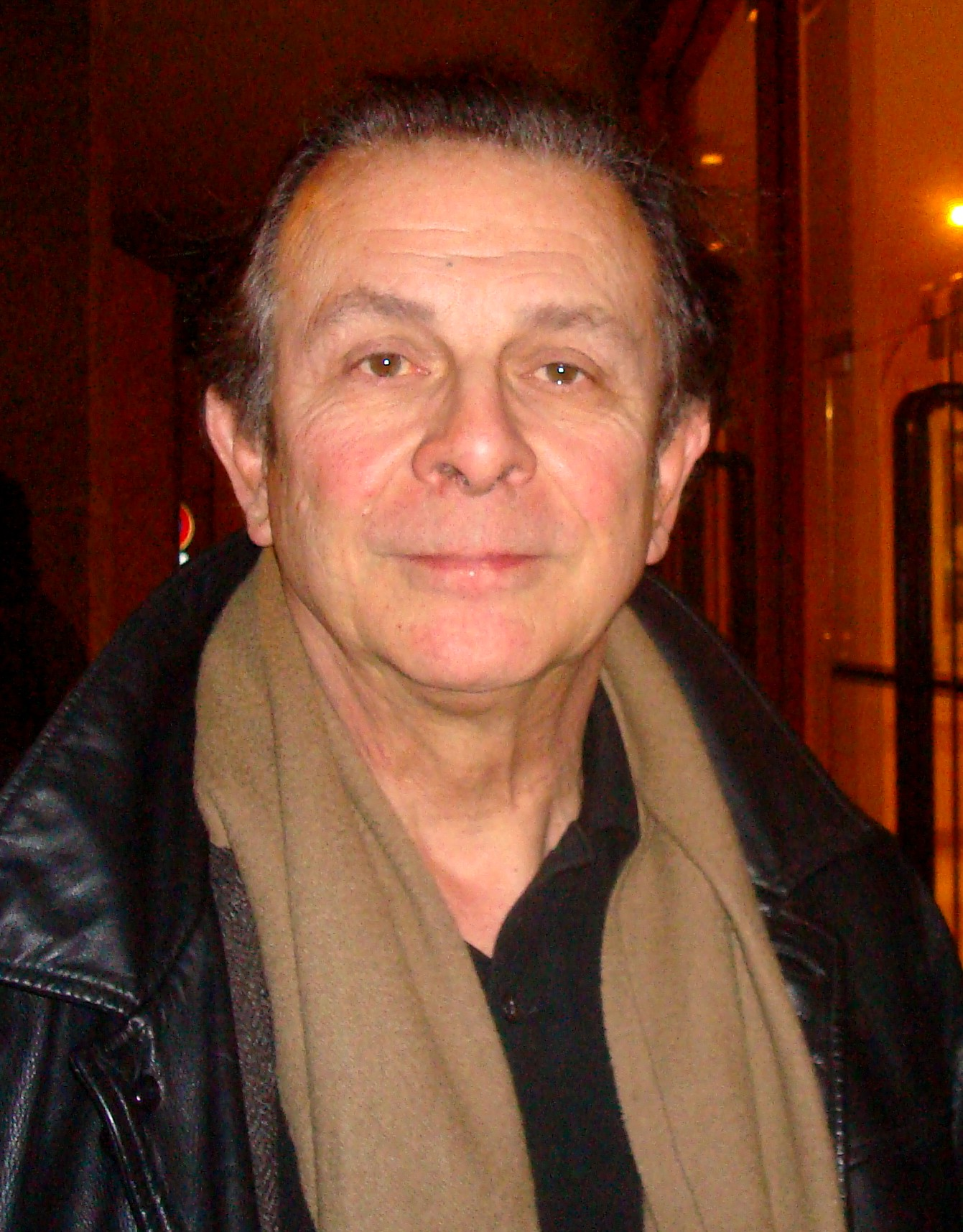
Roland Giraud en 2010.

En 2001, il retrouve ses complices de Trois Hommes et un couffin, André Dussollier et Michel Boujenah pour une suite intitulée 18 Ans après. Mais le film aura bien moins de succès que le premier sorti quinze ans avant. En 2013, il est à l'affiche de la comédie La Cage dorée, succès surprise de l'année.
En 2018, il est l'un des Vieux Fourneaux dans l'adaptation cinématographique de cette bande dessinée.
Il prend définitivement sa retraite en 2020. Il est, de ce fait, remplacé par Bernard Le Coq dans Les Vieux Fourneaux 2 : Bons pour l'asile, sorti en 2022.

### Vie privée
Roland Giraud fut marié avec l'actrice Maaike Jansen de 1966 jusqu’à la mort de celle-ci en 2025. Elle avait été plusieurs fois sa partenaire au théâtre et au cinéma. Après la perte d'un fils mort-né, leur fille unique, l'actrice Géraldine Giraud, est assassinée le 1er novembre 2004 à l'âge de 36 ans,.
Il est protestant par conversion, ayant choisi de rejoindre la confession de sa femme d'origine néerlandaise, ainsi que prédicateur laïc dans l'Église protestante unie de France.

## Filmographie

### Cinéma
- 1965 : La Grosse Caisse d'Alex Joffé : un homme sur le quai (figuration)
- 1966 : Fantomas contre Scotland Yard d'André Hunebelle : (figuration)
- 1973 : La dialectique peut-elle casser des briques ? (doublage)
- 1974 : Bons baisers... à lundi de Michel Audiard : Luis
- 1974 : Le Führer en folie de Philippe Clair (non crédité)
- 1977 : Vous n'aurez pas l'Alsace et la Lorraine de Coluche : le duc d'Orléans
- 1977 : Le beaujolais nouveau est arrivé de Jean-Luc Voulfow
- 1978 : Le Pion de Christian Gion : le ministre
- 1978 : Les héros n'ont pas froid aux oreilles de Charles Nemes : le directeur
- 1979 : Et la tendresse ? Bordel ! de Patrick Schulmann : autour des phallocrates, l'associé
- 1979 : Vas-y maman de Nicole de Buron : le psychanalyste
- 1979 : Les bronzés font du ski de Patrice Leconte : M. Camus, le mari de la Bordelaise
- 1980 : Clara et les chics types de Jacques Monnet : Paul, le premier mari d'Aimée
- 1981 : Le Roi des cons de Francis Perrin : Boldec
- 1981 : Une affaire d'hommes de Nicolas Ribowski
- 1981 : Le Maître d'école de Claude Berri : M. Meignant
- 1982 : Elle voit des nains partout ! de Jean-Claude Sussfeld : Jean Valjean
- 1983 : Papy fait de la résistance de Jean-Marie Poiré : général Herman Spontz
- 1983 : Attention ! Une femme peut en cacher une autre de Georges Lautner : M. Belhomme dit « Jeff »
- 1983 : Signes extérieurs de richesse de Jacques Monnet : Gérard Picard
- 1983 : Vive les femmes ! de Claude Confortès : Bob
- 1984 : À nous les garçons de Michel Lang : Alex
- 1984 : Liberté, Égalité, Choucroute de Jean Yanne : Robespierre
- 1985 : Tranches de vie de François Leterrier : Jean, l'astronaute
- 1985 : Trois Hommes et un couffin de Coline Serreau : Pierre
- 1985 : Vaudeville de Jean Marbœuf : Victor
- 1986 : Le Complexe du kangourou de Pierre Jolivet : Loïc Mast
- 1986 : Paulette, la pauvre petite milliardaire de Claude Confortès : Jojo
- 1986 : Twist again à Moscou de Jean-Marie Poiré : récitant fin du film
- 1987 : Tant qu'il y aura des femmes de Didier Kaminka : Sam
- 1987 : Cross de Philippe Setbon : Eli Cantor
- 1987 : Promis…juré ! de Jacques Monnet : Jean-Charles
- 1987 : La Petite Allumeuse de Danièle Dubroux : Jean-Louis
- 1987 : La Vie dissolue de Gérard Floque de Georges Lautner : Gérard Floque
- 1987 : Corentin, ou Les infortunes conjugales de Jean Marbœuf : Corentin
- 1988 : L'Invité surprise de Georges Lautner : Jacquemart
- 1988 : Sans peur et sans reproche de Gérard Jugnot : Sottomayor
- 1989 : Les cigognes n'en font qu'à leur tête de Didier Kaminka : Michel Anselme
- 1989 : Périgord noir de Nicolas Ribowski : Antoine
- 1990 : Mister Frost de Philippe Setbon : Raymond Reynhardt
- 1990 : Le Provincial de Christian Gion : Bernard Aragnouet
- 1991 : Simple Mortel de Pierre Jolivet : l'expert
- 1991 : Les Secrets professionnels du docteur Apfelglück de Thierry Lhermitte, Alessandro Capone, Hervé Palud et Stéphane Clavier : Émile Leberck
- 1992 : Sup de fric de Christian Gion : Jimmy Leroy
- 1992 : La Chambre 108 de Daniel Moosmann : Charles Renoir
- 1994 : Je t'aime quand même de Nina Companeez : Ramon Nogrette
- 1997 : Quatre Garçons pleins d'avenir de Jean-Paul Lilienfeld : Duprez
- 2000 : Bon plan de Jérôme Lévy : M. Wagner
- 2003 : 18 Ans après de Coline Serreau : Pierre[8]
- 2009 : De l'autre côté du lit de Pascale Pouzadoux : Nicard
- 2010 : L'Italien d'Olivier Baroux : Charles Lemonnier
- 2011 : Beur sur la ville de Djamel Bensalah : le préfet Flaubert
- 2013 : La Cage dorée de Ruben Alves : Francis Caillaux
- 2017 : La Deuxième Étoile de Lucien Jean-Baptiste : Papy André
- 2018 : Les Vieux Fourneaux de Christophe Duthuron : Antoine

### Télévision
- 1965 : Les Jeunes Années, épisode 15 de Joseph Drimal : un élève de Daumier (non crédité)
- 1967 : Allô Police (série télévisée), épisode 5 saison 1 de Robert Guez : un mécanicien de garage (non crédité)
- 1969 : Fortune de Henri Colpi : Cooper
- 1971 : Le Voyageur des siècles de Jean Dréville : le présentateur télé
- 1973 : Les Mohicans de Paris  de Gilles Grangier : Georges
- 1975 : Salvator et les Mohicans de Paris  de Bernard Borderie : Georges
- 1978 : Les Enquêtes du commissaire Maigret, (épisode Maigret et les Témoins récalcitrants) de Denys de La Patellière : Sainval
- 1979 : La Lumière des justes de Yannick Andréi : Kostia
- 1981 : Messieurs les jurés, L'Affaire Romette de Gérard Gozlan : Robert Anet
- 1982 : Merci Bernard
- 1988 : Sueurs froides (épisode "Black Mélo) : Parx
- 1988 : Palace (1 épisode) : Pierre-André
- 1990-1996 : Capitaine Planète, de Jane Fonda et Nicholas Boxer : Capitaine Planète (voix)
- 1992 : Coup de chance de Pierre Aknine : François Kaplan
- 1992 : La Guerre blanche (série TV en 12 épisodes) : Stan Krazwinovic
- 1992 : L'amour est un jeu d'enfant de Pierre Grimblat : François
- 1992-1994 : Chien et Chat (série en 3 épisodes) : Bernard Merlin
- 1996 : Chercheurs d'or de Marc Simenon : Cultus George
- 1997 : La Fine Équipe d'Yves Boisset : Le ministre
- 1997 : La Basse-cour et Le diable dans l'école de Christiane Leherissey : Bartoletti
- 1997 : Une leçon particulière d'Yves Boisset : Jean Bellanger
- 1999 : La Secrétaire du père Noël de Dagmar Damek : Sébastien Roche
- 2000 : Les Ritaliens de Philomène Esposito : Moreau
- 2003 : Y aura pas école demain de Philippe de Broca : Antoine
- 2006 : Pas de panique de Denis Rabaglia : Jacques Chambercy
- 2006 : Au secours, les enfants reviennent ! de Thierry Binisti : Charles Brival
- 2006 : Kaamelott (épisode "Le justicier") : Robyn
- 2008 : La Veuve tatouée de Virginie Sauveur : Frank
- 2011 : Mon pharmacien est formidable (série) : le pharmacien
- 2014 : Le Chapeau de Mitterrand de Robin Davis : Pierre Aslan

### Publicité
- 1978 : Tang

## Théâtre
- 1966 : Baby Hamilton de Maurice Braddell et Anita Hart, mise en scène Christian-Gérard, théâtre de la Porte-Saint-Martin
- 1973 : Ginette Lacaze de Coluche, Café de la Gare
- 1975 : L'Éventail de Carlo Goldoni, mise en scène Daniel Ceccaldi, festival du Marais
- 1976 : La Revanche de Louis XI de Roland Giraud, théâtre La Veuve Pichard
- 1976 : Le Secret de Zonga de Martin Lamotte, théâtre La Veuve Pichard
- 1977 : Fromage ou Dessert de Philippe Bruneau et Luis Rego, Café de la Gare
- 1979 : Les Vignes du seigneur de Robert de Flers et Francis de Croisset, mise en scène Francis Joffo, théâtre des Célestins
- 1979 : Le père Noël est une ordure de la troupe du Splendid : Katia (en remplacement de Christian Clavier)
- 1980 : Elle voit des nains partout! de Philippe Bruneau, théâtre de la Gaîté-Montparnasse
- 1980 : Papy fait de la résistance de Christian Clavier et Martin Lamotte, Le Splendid
- 1982-1983 : Vive les femmes ! de Jean-Marc Reiser, mise en scène Claude Confortès, théâtre de la Gaîté-Montparnasse puis théâtre Fontaine
- 1988 : La Présidente de Maurice Hennequin, mise en scène Pierre Mondy, théâtre des Variétés
- 1992 : Sans rancune de Sam Bobrick et Ron Clark, mise en scène Pierre Mondy, adaptation Jean Poiret, théâtre du Palais-Royal
- 1995 : Drame au concert de Victor Lanoux, mise en scène de l'auteur, théâtre Hébertot
- 1996 : Oscar de Claude Magnier, adaptation Laurent Chalumeau, mise en scène Pierre Mondy, théâtre des Variétés
- 1998 : Soleil pour deux de Pierre Sauvil, mise en scène Christian Bujeau, théâtre Montparnasse
- 2000 : Alarmes, etc. de Michael Frayn, mise en scène Stéphan Meldegg, théâtre Saint-Georges
- 2001-2002 : Impair et Père de Ray Cooney, adaptation Stewart Vaughan et Jean Christophe Barc, mise en scène Jean-Luc Moreau, théâtre de la Michodière
- 2003 : Hypothèque de Daniel Besse, mise en scène Patrice Kerbrat, théâtre de l'Œuvre
- 2005 : Avis de tempête de Dany Laurent, mise en scène Jean-Luc Moreau, avec Véronique Jannot, Théâtre des Variétés
- 2006 : Délit de fuites de Jean-Claude Islert, mise en scène Jean-Luc Moreau, théâtre de la Michodière
- 2009 : Bonté divine de Frédéric Lenoir et Louis-Michel Colla, mise en scène Christophe Lidon, théâtre de la Gaîté-Montparnasse
- 2010 -  2012 : Le Technicien de Éric Assous, mise en scène Jean-Luc Moreau, théâtre du Palais-Royal, tournée
- 2013 : Un homme trop facile, d'Éric-Emmanuel Schmitt, mise en scène Christophe Lidon, Théâtre de la Gaîté-Montparnasse
- 2013 : Joyeuses Pâques de Jean Poiret, mise en scène Jean-Luc Moreau, tournée
- 2014-2015 : Joyeuses Pâques de Jean Poiret, mise en scène Jean-Luc Moreau, Théâtre du Palais Royal
- 2016 - 2017 : Jolis mensonges de Joe Di Pietro, mise en scène Jean-Luc Moreau, Théâtre de la Michodière
- 2020 : Hate letters de Thierry Lassalle et Jean Franco, mise en scène Anne Bourgeois, tournée

## Publications
- Roland Giraud, Chagrin de vie (roman), Paris, Michel Lafon, 2003, 264 p. (ISBN 978-2-84098-993-6)
- Roland Giraud et Eric Denimal, En toute liberté (entretien), Paris, Le Passeur, 2013, 222 p. (ISBN 978-2-36890-012-3)